# もう愛しかいらない
『もう愛しかいらない』（もうあいしかいらない）は、2007年1月9日にLantisから発売された美郷あき9作目のシングル。

## 概要
前作「くちびる白昼夢」から5ヵ月半ぶりのリリースとなる2007年1作目のシングル。表題曲「もう愛しかいらない」は、テレビ東京系テレビアニメ『スーパーロボット大戦OG -ディバイン・ウォーズ-』後期エンディングテーマとして使用された。

## 収録曲
（全作詞：畑亜貴、作曲：黒須克彦）
1. もう愛しかいらない [3:59] 
  - 編曲：黒須克彦
2. 不自由なEmotion  [4:12] 
  - 編曲：鈴木マサキ
3. もう愛しかいらない (off vocal)
4. 不自由なEmotion (off vocal)

## タイアップ
- テレビ東京系テレビアニメ『スーパーロボット大戦OG -ディバイン・ウォーズ-』後期エンディングテーマ